# Boterwet

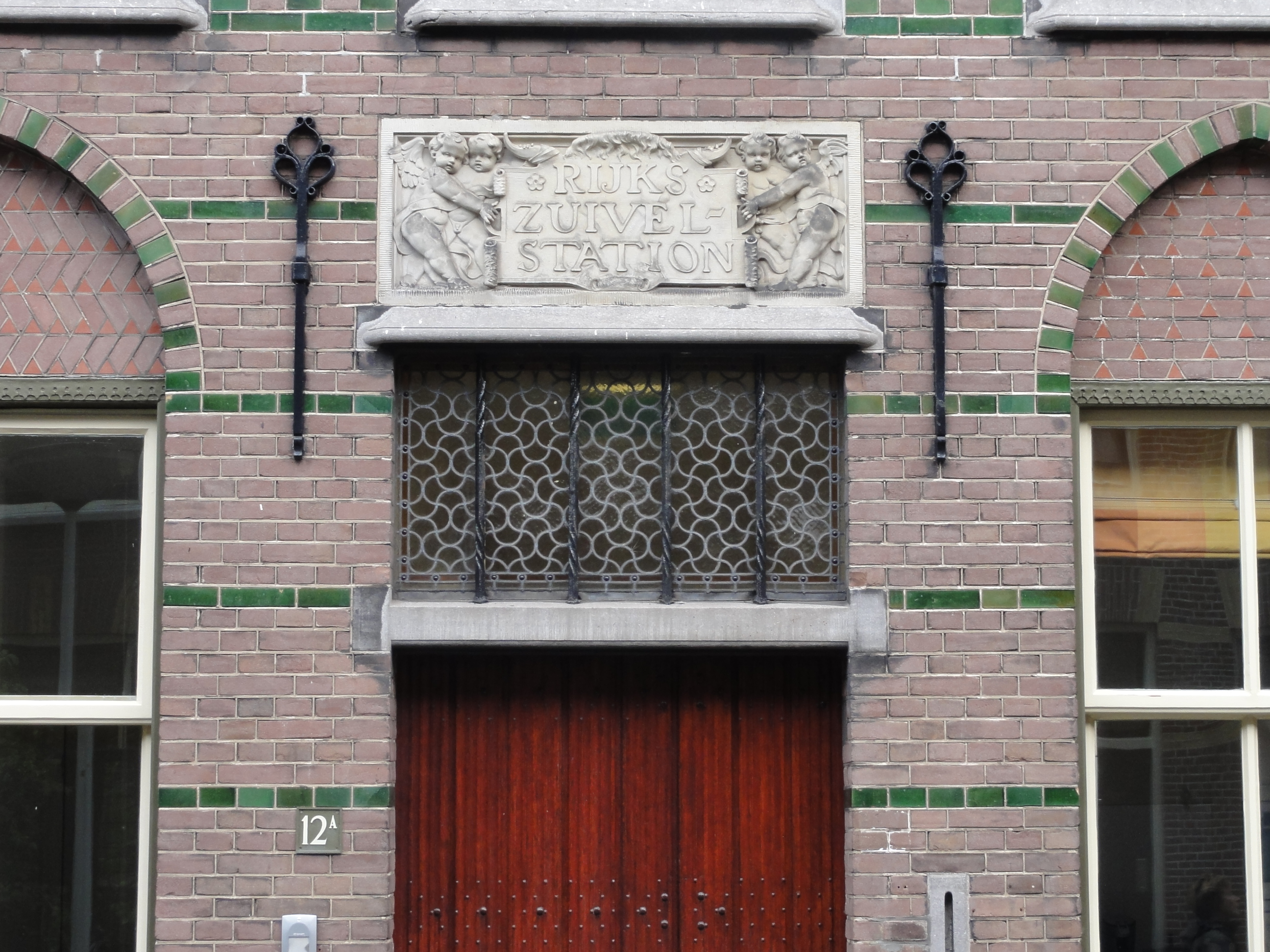
Het Rijkszuivelstation in Leiden, waar jarenlang boter werd getest.

De Boterwet was een Nederlandse wet die de fabricage en verkoop van boter reguleerde.
De Boterwet ontstond in 1889, mede door toedoen van de in 1885 opgerichte 'Vereeniging tot bestrijding van knoeierijen in den boterhandel'. De wet was gebaseerd op de Engelse Margarine Act (1887), die op haar beurt was gebaseerd op de Deense margarine-wet uit 1885.
Al deze wetten waren officieel gericht op het voorkomen van het mengen van boter met andere dan uit melk afkomstige dierlijke vetten (zoals rundvet), plantaardige vetten of andere ingrediënten, maar waren in werkelijkheid het gevolg van jarenlang lobbyen door de zuivelindustrie, die margarine beschouwde als een bedreiging voor zuivelboeren.
Voor 'echte' boter of ‘natuurboter’ waren naast bestanddelen uit melk alleen zout (als conserveermiddel) en kleurstoffen toegestaan. Op boter gelijkende producten met toevoegingen als rundervet (oleïne) of plantaardige oliën moesten de naam margarine dragen, of - indien het product niet uit oleo-margarine was bereid - duidelijk aangeduid worden met 'surrogaat'.